# René Levasseur (1881-1975)
René Valère Levasseur, né le 21 octobre 1881 à Châteauroux (France) et mort le 1er avril 1975 à Dieppe, est un militaire et homme politique français, maire de Dieppe pendant l'occupation allemande de la France au cours de la Seconde Guerre mondiale.

## Biographie
René Levasseur naît à Châteauroux, dans l'Indre, le 21 octobre 1881. Il étudie à l'école militaire de Saint-Cyr dont il sort sous-lieutenant en 1903, avant d'être promu lieutenant en 1905. Il épouse la Dieppoise Simone Delarue en 1911 et rejoint le 12e bataillon de chasseurs alpins à Grenoble puis le 8e bataillon de chasseurs à Amiens en 1912 où il demande à être mis en congé de l'armée.
Il est rappelé au début de la Première Guerre mondiale et sert au sein du 72e régiment d'infanterie. Il est gravement blessé le 15 septembre 1914 à Sainte-Menehould. Sa conduite exceptionnelle au cours des combats lui vaut alors d'être fait capitaine, chevalier de la Légion d'honneur et décoré de la croix de guerre. Ses blessures ne lui permettant plus de retourner en première ligne, il est transféré en avril 1915 aux Services Spéciaux du Commissariat Général et nommé chef des contrôles postaux téléphoniques et télégraphiques à Dieppe où il passe le reste de la guerre.

### Carrière politique
Il se lance dans la politique en 1919 en tant que conseiller municipal et conseiller d'arrondissement de Dieppe et quitte l'armée en 1922. Il participe un temps à l'entreprise de commerce de galets de sa belle-famille avant d'être à nouveau élu conseiller municipal en 1925, puis nommé adjoint au maire en 1929. En 1932, il devient président de l'arrondissement de Dieppe.
En parallèle de ses activités politiques, il est juge au tribunal de commerce de 1920 à 1928 puis le préside de 1928 à 1934. Il est conseiller à la Banque de France et contribue également à diverses associations comme la mutuelle des blessés de la Grande Guerre et les pupilles de la Nation. Il est fait officier de la Légion d'honneur en 1934.
Il remporte l'élection municipale de 1935 et devient maire à son tour, succédant à Pierre Perrotte.
En 1939, quand la Seconde Guerre mondiale éclate, il est mobilisé et doit partir à Boulogne-sur-Mer pour reprendre un poste de capitaine à la Commission de Contrôle Postal. Il y reste peu de temps car à 58 ans, il a atteint la limite d'âge et rentre à Dieppe dès le 27 octobre. Le conseil municipal le rétablit immédiatement dans ses fonctions. Après l'armistice du 22 juin 1940, il est confirmé dans son rôle par le régime de Vichy.
Le 19 août 1942, un raid allié échoue devant Dieppe. René Levasseur profite alors de la bonne disposition des autorités allemandes pour négocier la libération des prisonniers de sa ville et des communes environnantes, permettant à plus de 1 500 soldats de rentrer des stalags.
Le 1er septembre 1944, les hommes de la 2e division du Canada libèrent la ville et le destituent pour le remplacer par Pierre Biez, un membre du Comité de libération nationale.
René Levasseur prend sa retraite et reste discret jusqu'à la fin sa vie, ne se montrant qu'à quelques cérémonies. Il meurt le 1er avril 1975 à Dieppe, chez les Petites Sœurs des pauvres.